# 그늘공
|  | 요약: 저수지에서 외부 환경에 대한 보호와 증발 감소를 위해 사용하는 플라스틱 공 |

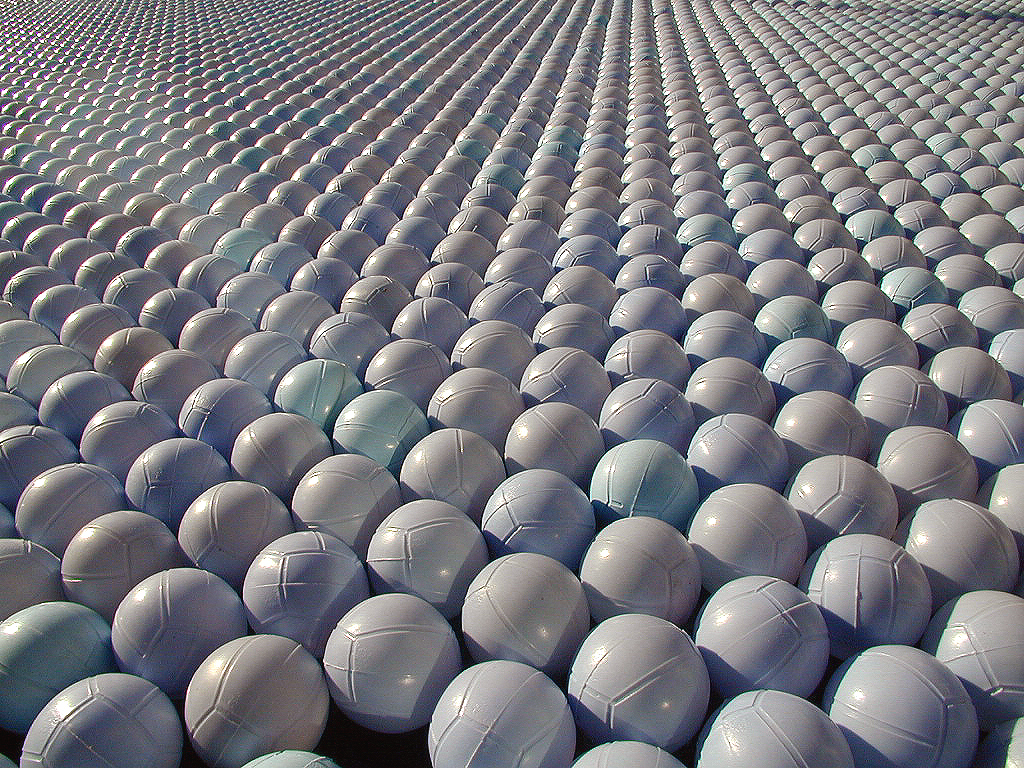
유럽의 호텔 수영장의 그늘공

그늘공(Shade ball)은 증발 지연, 물 속의 화합물들의 반응을 야기하는 태양광 차단 등의 환경적 이유(en:environmental conservation)로 저수지에 띄우는 작은 플라스틱 공이다. 원래 새가 물에 내려앉는 걸 막기 위해 고안한 것이기 때문에 새공(bird ball)이라고도 불린다.

## 역사
그늘공은 처음에는 새가 광산 작업으로 만들어진 유독한 tailing ponds에 착륙하는 것을 막기 위해 고안된 것이기 때문에 원래 새공으로 알려져있었다.
그늘공은 공항에서도 새들이 drainage ponds에 접촉하여 비행기와 충돌할 위험이 생기는 것을 막기 위해 사용되기도 했다.

### LADWP의 활용

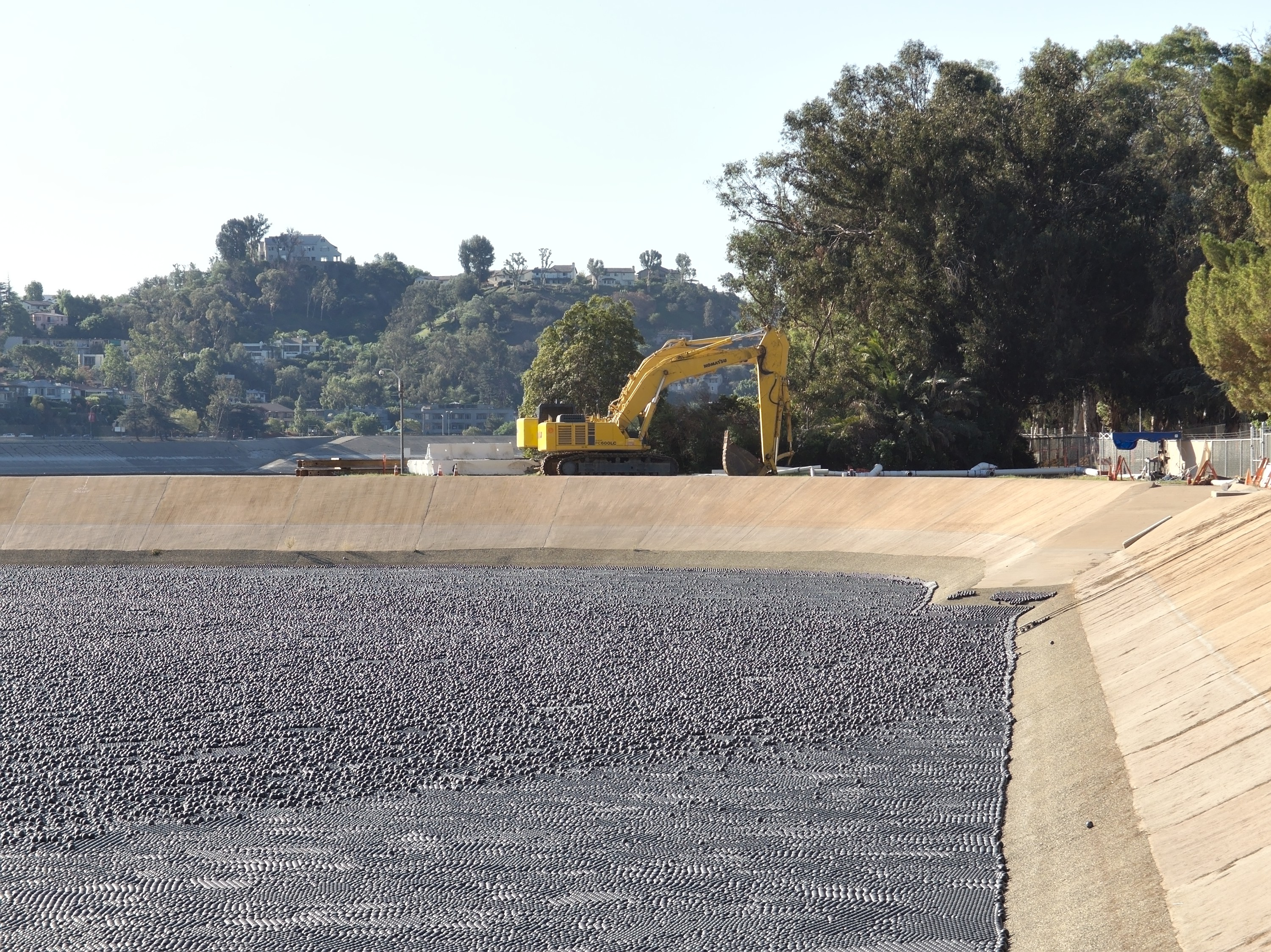
2015년에 촬영한, 아이반호 저수지(:en:Ivanhoe Reservoir)의 그늘공

로스앤젤레스 수자원부(en:Los Angeles Department of Water and Power, LADWP)은 2008년 중반부터 아이반호 저수지에서 400,000개의 공을 띄웠는데, 햇빛이 내리쬐면 브로민산과 염소가 반응해 자연적으로 형성되는 발암성 화학물질 브로민산염의 형성 방지가 주 목적이었다. LADWP가 처음 공을 띄웠을 때는 물 보전(en:water conservation)이 목적이라는 말은 없었고, 계획의 수명은 그리피스 공원 프로젝트가 완료되는 5년 정도로 예정되었으나 증발 방지 효과 덕에 해마다 11억 리터의 물을 절약하였다.
LADWP는 2014, 15년에 큰 저수지의 표면을 덮을 것을 요구하는 미국환경보건국(en:Environmental Protection Agency)의 surface water treatment rule을 엄수하기 위해 largest reservoir (Las Virgenes)에 9600만 개의 그늘공을 띄웠다. LADWP는 그늘공은 물의 증발을 줄일 뿐만 아니라 자외선 부산물과 조류 성장을 줄인다고 주장했다. 그늘공은 2015년 8월부터 2017년 3월까지 170만 입방미터의 물이 증발되는 것을 막았다. 저수지를 뒤덮은 공을 만드는 데 290만 입방미터의 물이 쓰이긴 했지만, 공의 수명은 10년이고 재료는 재사용할 수 있다.

#### 건설
로스 엔젤레스 프로젝트에서 사용된 그늘공은 고밀도 폴리에틸렌(en:high-density polyethylene, HDPE)에, 자외선으로부터 플라스틱을 보호하기 위해 카본 블랙을 첨가해 만들어졌다. 카본 블랙을 섞으면 인간 발암물질로 여겨지는 브로민산염(en:bromate)의 형성 또한 막을 수 있다.
지름은 약 4 인치 (10 cm) 에 달하며, 바람에 날아가지 않도록 부분적으로 물이 채워져 있다. HDPE 플라스틱은 음식, 음료 용기나 급수관을 만들 때 흔히 쓰인다.
카본 블랙이라 불리는 공의 검은색 코팅은 먼지 상태로 들이쉬면 발암물질로 여겨지는 석유부산물이다. 검은색의 공은 밝은색 공보다 자외선을 좀 더 효과적으로 차단한다고 여겨진다.

## 참고 문서
- 색온도